# Sordità e politica
Il rapporto tra sordità e politica è radicato nel fenomeno sociale e culturale di una società, per i diritti dei sordi, per i doveri dei sordi, per favorire delle leggi nei confronti per la sordità.

## Storia
Nella comunità sorda esistono fin dai tempi del XIX secolo dei politici che sono nati sordi, come l'eurodeputato Ádám Kósa. Anche nei Parlamenti nazionali vi sono politici come Helene Jarmer dell'Austria, Wilma Newhoudt-Druchen dal Sudafrica e Dīmītra Arapoglou dalla Grecia.
Il primo sordo a candidarsi fu Jean-Ferdinand Berthier, per le elezioni francesi del 1848, ma non venne eletto.

## Nel mondo

### Australia
Il primo ministro dell'Australia William McMahon che governò dal 1971 al 1972, era sordo.

### Austria
Dal 2009 al 2013 era stata eletta per il Consiglio nazionale austriaco Helene Jarmer.

### Belgio
In Belgio esiste la Confédération des Sourds et Malentendants Socialistes.

### Canada
In Canada nel 1990 venne eletto il politico sordo Gary Malkowski.

### Francia
In Francia esiste un partito politico della comunità sorda, il Partito Socialista dei Sordi.
Il primo sindaco sordo Thierry Klein di Chambrey dal 2016 al 2020.

### Germania
Nel 2011 venne eletto il politico sordo Martin Vahemäe-Zierold.

### Grecia
La prima parlamentare sorda del Parlamento ellenico venne eletta Dīmītra Arapoglou.

### Islanda
La prima parlamentare sorda è Sigurlín Margrét Sigurðardóttir, eletta nel 2003 ma rimasta in carica per tre mesi da ottobre a dicembre.

### Israele
Nel 2021 viene eletta nel Knesset, Shirly Pinto, la prima deputata sorda.

### Italia
Il primo deputato italiano sordo ad entrare nella politica è stato Stefano Bottini, nel 1992.
Nel 2001 è nato il Movimento LIS Subito, che si batte per il riconoscimento della lingua dei segni italiana.
Nel 2019, per la presentazione delle elezioni europee un disabile ipoudente si presentò con il simbolo del Movimento Goiustizia Uguaglianza Sociale Sordi, che però era privo di documenti. Nello stesso anno, la prima sorda, Ida Collu, a candidare per la lista del partito Fratelli d'Italia senza venire tuttavia eletta.
Nel 2022 viene costituito il Movimento Italiano Diritti Sordi (MIDS).

### Nepal
Nel 2008 per la prima volta era stato eletto il primo politico sordo asiatico Raghav Bir Jashi.

### Nuova Zelanda
Il primo parlamentare sordo è Mojo Mathers, eletto nelle elezioni generali del 2011.

### Regno Unito
Nel 1990 venne eletto il primo politico sordo britannico David Buxton che rimase in carica dal 1990 al 1994.

### Spagna
La prima senatrice spagnola sorda, e sesta politica sorda europea, è Pilar Lima, eletta nelle elezioni generali del 2015.

### Stati Uniti d'America
In una cittadina della California, Angels Camp, è eletta la prima sindaca sorda Amanda Folendorf in carica dal 2018.

### Sudafrica
Nel 1999 venne eletta la parlamentare sorda sudafricana Wilma Newhoudt-Druchen.

### Uganda
Nel 1996 venne eletto il primo parlamentare sordo africano Alex Ndeezi.

### Ungheria
I politici sordi ungheresi Gergely Tapolczai eletto per la seconda volta per il seggio all'Országgyűlés ed Ádám Kósa per il parlamento europeo entrambi per il partito Fidesz - Unione Civica Ungherese.

### Uruguay
Nel 2009 al Parlamento uruguaiano per la prima volta era stata eletta la parlamentare sorda Camila Ramírez.